# 戸越銀座

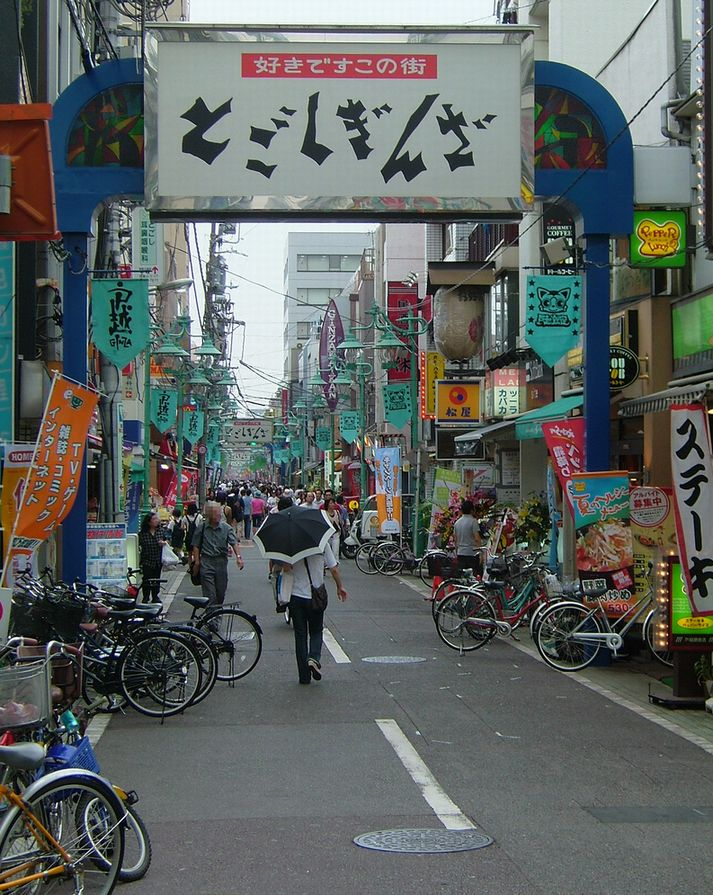
戸越銀座駅から見た「戸越銀座商店街（中央街）」のアーチ

戸越銀座（とごしぎんざ）は東京都品川区豊町および、戸越、平塚にまたがる戸越銀座通りに沿った商店街で、3つの商店街からなっている。
全長約1.3キロメートル (km) にわたる関東有数の長さの商店街である。店舗数は約400店でキャッチコピーは「遊びにおいでよ 戸越銀座」。

## 概要
JR山手線の五反田駅から南に約1.3 kmの位置にあり、戸越銀座商栄会商店街（商栄会）、戸越銀座商店街（中央街）、戸越銀座銀六商店街（銀六会）の3つの商店街からなる。一般に戸越銀座とはこの3つの商店街の総称として使われ、商店数は約400軒にのぼる。全国各地に300以上あるといわれる「○○銀座」の第一号でもある。
一番長いのが戸越銀座商店街（中央街）、次いで戸越銀座商栄会商店街（商栄会）、戸越銀座銀六商店街（銀六会）であり、商店街ごとにアーチや街路灯のデザインが異なる。
マスコットキャラクターに戸越銀次郎（通称、銀ちゃん）がいる。
1923年（大正12年）の関東大震災で大きな被害を受けたあと、低地であったため冠水に悩み、道路は雨のたびに泥濘（ぬかるみ）になる有様であった。同じように関東大震災で被災した銀座では、東京が国から援助を受けて大規模な復旧に乗り出した際に、道路舗装に使用していたレンガを撤去してアスファルト化することとなり、レンガが大量のがれきとなった。そこで戸越商店街では、不要になった銀座のレンガを貰い受けて道路に敷き詰め、排水や下水工事に活用した。戸越が震災からいち早く復旧できたのは、銀座から貰い受けたレンガによるところが大きかったため、この縁から戸越で商店会を設立する際に「戸越銀座商店街」と命名された。1927年（昭和2年）には池上電気鉄道（現在の東急池上線）が開通し、同商店街の玄関口となる戸越銀座駅が設けられた。
2006年に東京都ヒートアイランド対策にてドライミスト装置設置事業補助金の対象に決定し、モイスチャーミストを導入。2009年3月に「新・がんばる商店街77選」に選ばれた。
2006年度より品川区と商店街連合会により、無電柱化事業が進められ、2016年4月に完成した。
「戸越銀座商店街」として地域団体商標に登録されている。

## 交通
東急池上線戸越銀座駅、都営地下鉄浅草線戸越駅からすぐ。
東急大井町線戸越公園駅から徒歩約15分。
JR東日本各線・りんかい線大崎駅から徒歩約15分。

## 脚註
1. 1 2 3  浅井建爾 2001, p. 155.
2. ↑  じゅん散歩 2015年11月3日放送
3. 1 2  浅井建爾 2001, pp. 154–155.
4. ↑  浅井建爾 2015, p. 182.
5. ↑  浅井建爾 2015, p. 183.
6. ↑  戸越銀座 抜けていく空 商店街の電線地中化が完成東京新聞 2016年4月4日
7. ↑  “商標登録第6583223号　戸越銀座商店街（とごしぎんざしょうてんがい）”. www.jpo.go.jp.  経済産業省特許庁 (2022年8月5日). 2023年1月29日閲覧。